# Laetitia Casta
Laetitia Casta (Pont-Audemer, 11 mei 1978) is een Franse actrice en supermodel.

## Biografie
Casta's carrière begon toen ze tijdens een vakantie met haar familie in Corsica door een fotograaf werd opgemerkt. Ze was toen 15.
Casta is het officiële gezicht van l'Oréal. Ze is te zien geweest in reclamecampagnes van Guess?, in de badpakkenspecial van de Sports Illustrated, in de Pirellikalender en in de Victoria's Secret-catalogus.
In 2010 deed ze mee in de clip Te Amo van zangeres Rihanna.

### Privéleven
Ze had sinds 2001 een relatie met de Italiaanse acteur Stefano Accorsi. Samen hebben ze een zoon en een dochter. Casta kreeg eerder een dochter met haar toenmalige vriend, fotograaf Stéphane Sednaoui. Ze trouwde in 2017 met acteur Louis Garrel.

## Filmcarrière
- Le Milieu de l'horizon, 2019
- A Faithful Man, 2018
- Rio 2, 2014
- A Woman as a Friend, 2014
- Des lendemains qui chantent, 2014
- Sous les jupes des filles, 2014
- Une histoire d'amour, 2013
- Do Not Disturb, 2012
- Arbitrage, 2012
- La nouvelle guerre des boutons, 2011
- Serge Gainsbourg, vie héroïque, 2010 als Brigitte Bardot
- La jeune fille et les loups, 2008
- Le grand appartement, 2006
- La déraison du Louvre, 2006
- Luisa Sanfelice, 2004, televisieserie
- Errance, 2003
- Rue des plaisirs, 2003
- Les Âmes fortes, 2001
- Gitano, 2000
- La Bicyclette Bleue, 2000, televisieserie
- Asterix & Obelix tegen Caesar, 1999

## Boeken
- Laetitia Casta door Laetitia Casta, ISBN 0670888192